# Arc llarg

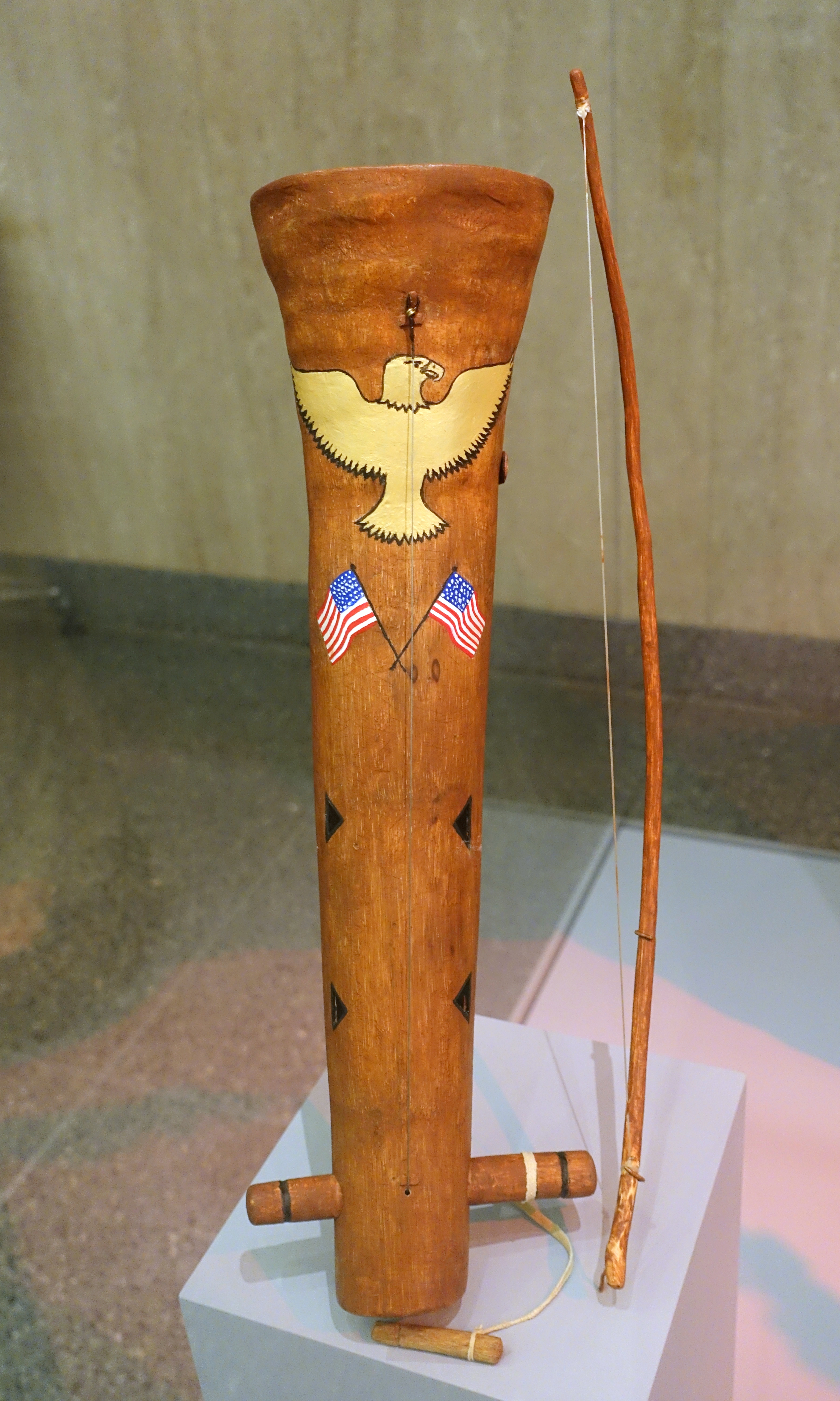
Arc llarg apatxe

L'arc llarg (en anglès: 'Longbow', 'Longbow') és un tipus d'arc amb una longitud gairebé igual a l'altura de la persona que el maneja, seguint el perfil d'una línia gairebé recta o lleugerament corbada, amb els braços relativament prims, formant un arc de circumferència o en forma com d'una lletra "D".

## Història

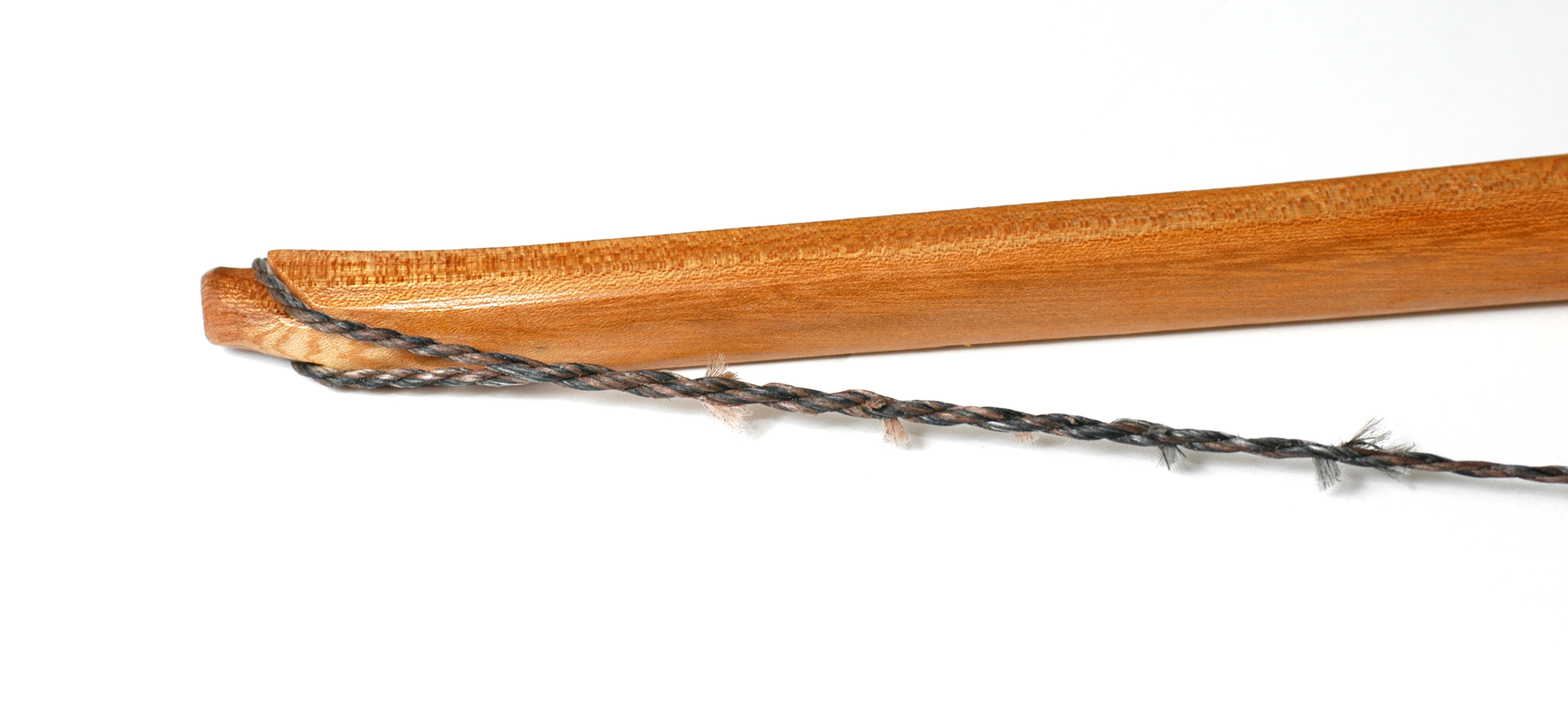
Un arc llarg fet d'om.

Els arcs llargs utilitzats, com s'ha dit abans, per molts pobles i civilitzacions, van ser construïts de diferents tipus de fustes encara que hi van haver alguns tipus preferits. A Europa daten del període Paleolític i des del període de l'edat de bronze, els arcs llargs es van fer principalment de fusta de teix. Tanmateix, tot i que històricament, es va fer fer de fusta, modernament també se'n fan a partir d'altres materials o de fusta laminada. La corda de l'arc llarg solia fer-se de cànem, lli o seda i fixada a l'arc mitjançant un encast fet de fusta, banya de cérvol o de metall (bronze o ferro).
El primer exemple conegut d'arc llarg es va trobar el 1991 en els Alps de Ötztal entre els estris al costat d'una mòmia natural coneguda com a Ötzi. El seu arc estava fet de teix i mesurava 1.82 metres (72 polzades) de llarg; el cos data d'al voltant de l'any 3,300 aC, També es va trobar un altre arc fet de teix dins d'una mina de torba a Somerset, Anglaterra, dels anys de 2700 a 2600 aC. S'han descobert quaranta arcs llargs en una torbera a Nydam, Dinamarca, que data del segle iv. En l'edat mitjana, els gal·lesos i els anglesos eren famosos pels seus arcs llargs, molt potents, usats en forma massiva contra els francesos en la Guerra dels Cent Anys, amb notable èxit en les batalles de Crécy (1346), Poitiers (1356).), i Agincourt (1415).

## Arc llarg anglès

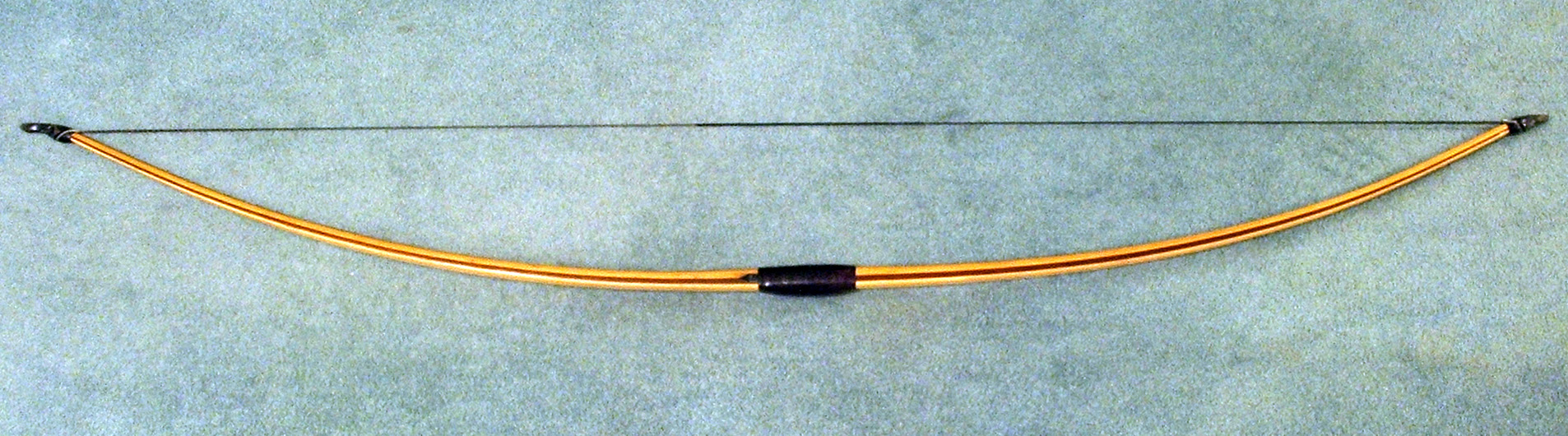
Una rèplica moderna d'un arc llarg de fusta de teix

L'exemple més famós d'arc llarg és l'arc llarg anglès, tradicionalment feta de fustes com el roure, el teix, el freixe i l'om i utilitzat per l'exèrcit britànic amb gran efecte en la Guerra dels Cent Anys. A poca distància, la fletxa podia ser apuntada directament a un blanc concret, i era capaç de penetrar en cota de malla i fins a armadures de plaques lleugeres en aquest moment. Per a distàncies més llargues, els arquers deixats anar en els projectils d'aire que eren una trajectòria corba a les formacions enemigues, fent que l'arc llarg, en alguns aspectes, alguna cosa similar a l'artilleria de l'era moderna. Les fletxes de la força de penetració arquejo llarg perdut sent utilitzats en aquesta manera, eficaç contra infanteria lleugera, però hi ha informes de genets muntant a cavall les cuixes dels quals van ser travessats per fletxes.
Aquest tipus d'arc va ser usat fins a l'època de la guerra civil anglesa, però va ser substituït en molts casos pel sobretot a causa dels molts anys de dur entrenament necessaris per disparar amb l'arc llarg, fins i tot si l'arc tenia una capacitat d'aconseguir altes taxes de tret, de 5 a 10 fletxes en 30 segons per només un tir de mosquet durant un mateix període. L'arc, en mans d'un arquer experimentat, era sens dubte molt més preciso que el mosquet, i tenia fins a un abast major. El mosquet, com la ballesta, podia ser utilitzat relativament amb poc entrenament i tenia l'avantatge psicològic de produir foc, fum i baluerns en abundància quan es disparava, a més de ser molt més potent i penetrar una armadura amb facilitat.

## Disseny i construcció

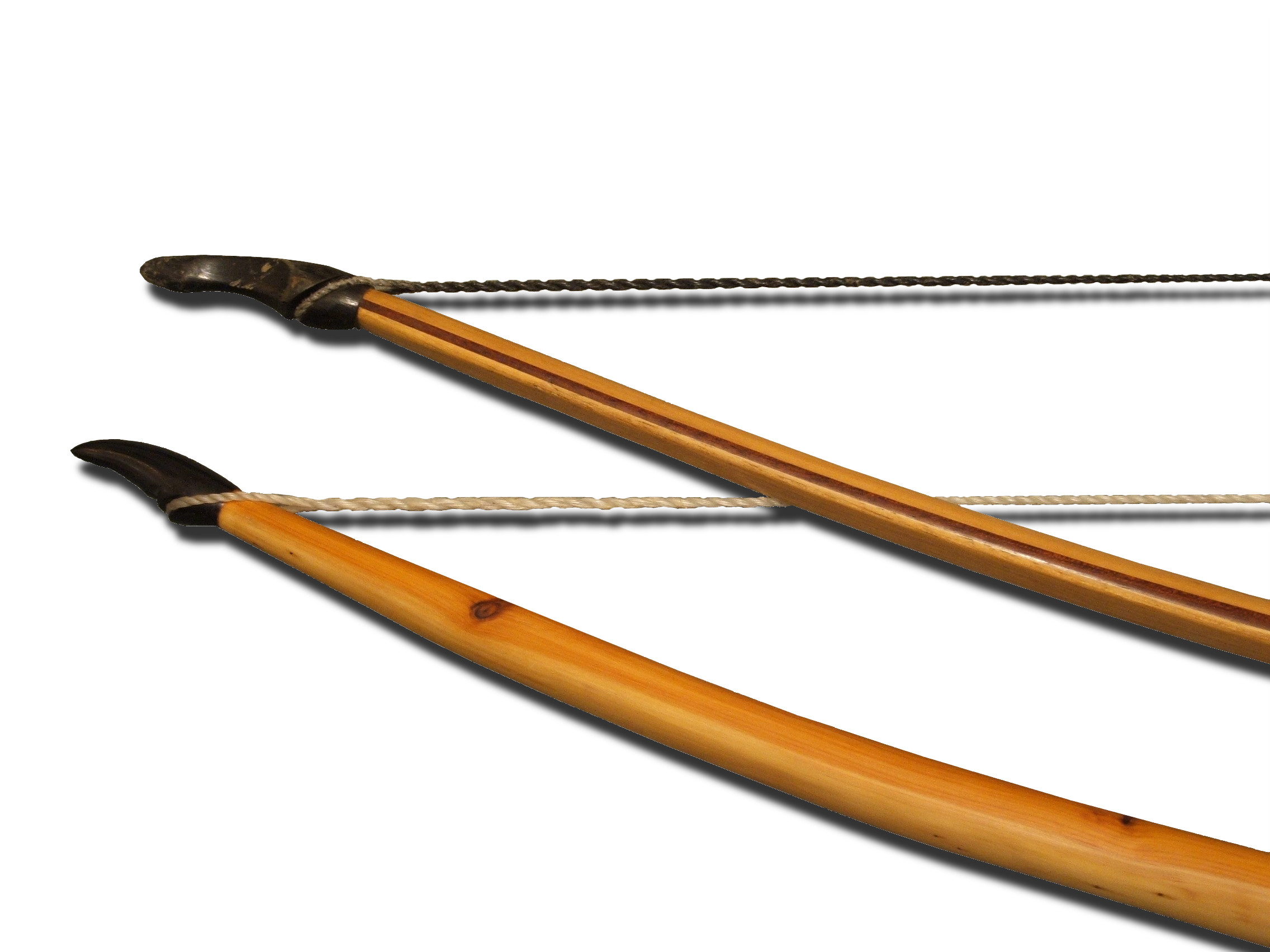
Part superior: arc laminat de noguera.Part inferior: arc de teix.

Atès que l'arc llarg es pot fer d'una sola peça de fusta, es pot fer de forma relativament fàcil i ràpida. Els artesans d'avui dia poden fer un arc llarg en unes deu o vint hores, mentre que els artesans amb gran habilitat, com els que van fer arcs llargs anglesos medievals, poden fer arcs llargs de fusta en unes poques hores. Un dels dissenys més simples d'arc llarg es coneix està fet d'una sola peça de fusta. Els arcs llargs anglesos tradicionals són arcs de fusta de teix.
L'arc es talla de la part radial de l'arbre, de manera que l'albeca (la part l'exterior de l'arbre) es converteix en la part posterior de l'arc i forma aproximadament un terç del gruix total; els dos terços restants més o menys, el forma el duramen (50/50 és aproximadament la proporció màxima d'albeca/duramen generalment utilitzada). La part de l'albeca del teix és bona només en tensió, mentre que la part del duramen és bona en compressió. No obstant això, s'ha d'arribar a un compromís per fer un arc llarg de teix, ja que és difícil trobar un teix perfecte sense grops. La demanda de fusta per fer arcs de teix era tal que a la fi del segle xvi, els teixos madurs estaven gairebé extints en el nord d'Europa. Hi ha altres fustes desitjables, com la de taronger de Osage i la de les moreres,

## Llegat
L'arc llarg i el seu significat històric, sorgit del seu ús, per part dels indis natius americans com del seu ús efectiu per part dels anglesos i els gal·lesos durant la Guerra dels Cent Anys, han creat un llegat durador per a l'arc llarg, que ha donat el seu nom a elements d'equip militar modern, entre uns altres:
- L'AH-64D Apatxe Longbow, un helicòpter d'atac;
- El AGM-114L Longbow Hellfire, un míssil aire-terra;
- El Dakota Longbow T-76, un rifle de franctirador.

Les organitzacions que realitzen competicions de tir amb arc han establert definicions formals per a les diferents classes; moltes definicions de l'arc llarg exclourien alguns exemples medievals, materials i tècniques d'ús. Alguns clubs de tir amb arc als Estats Units classifiquen els arcs llargs simplement com a arcs amb cordes que no entren en contacte amb les seves extremitats. D'acord amb la British Longbow Society, l'arc llarg anglès es fa de manera que el seu gruix sigui almenys 5 ⁄ ₈ (62.5 %) de la seua amplada, com en els arcs victorians, i sigui més ample en el mànec. Això difereix de l'arc llarg medieval, que tenia un gruix entre el 33 % i el 75 % de l'amplada. A més a més, l'arc llarg victorià no es doblega en tota la seva longitud, igual que l'arc llarg medieval.